# Campeonato Mundial de Halterofilia de 1961
El  XXXVI Campeonato Mundial de Halterofilia se celebró en Viena (Austria) entre el 20 y el 25 de septiembre de 1961 bajo la organización de la Federación Internacional de Halterofilia (IWF) y la Federación Austríaca de Halterofilia.
En el evento participaron 120 halterófilos de 33 federaciones nacionales afiliadas a la IWF.

## Medallistas
| Evento  | Oro                                    | Plata                                                           | Bronce                             |
| ------- | -------------------------------------- | --------------------------------------------------------------- | ---------------------------------- |
| 56 kg   | Vladimir Stogov URSS 345,0             | Imre Földi · Hungría · 345,0                                    | Yoshinobu Miyake Japón 337,5       |
| 60 kg   | Isaac Berger Estados Unidos 367,5      | Sebastiano Mannironi · Italia · Yevgueni Minayev · URSS · 357,5 | —                                  |
| 67,5 kg | Waldemar Baszanowski · Polonia · 402,5 | Serguei Lopatin URSS 400,0                                      | Marian Zieliński · Polonia · 395,0 |
| 75 kg   | Alexandr Kurynov URSS 435,0            | Győző Veres · Hungría · 420,0                                   | Marcel Paterni Francia 405,0       |
| 82,5 kg | Rudolf Pliukfelder URSS 450,0          | Géza Tóth · Hungría · 432,5                                     | Tommy Kono Estados Unidos 430,0    |
| 90 kg   | Ireneusz Paliński · Polonia · 475,0    | Louis Martin Reino Unido 462,5                                  | Arkadi Vorobiov URSS 437,5         |
| +90 kg  | Yuri Vlasov URSS 525,0                 | Richard Zirk Estados Unidos 475,0                               | Eino Mäkinen · Finlandia · 462,5   |

1. 1 2 3  Fuerza (kg) + arrancada (kg) + dos tiempos (kg) = TOTAL (kg)

## Medallero
| Núm. | País           | Oro | Plata | Bronce | Total |
| ---- | -------------- | --- | ----- | ------ | ----- |
| 1    | URSS           | 4   | 2     | 1      | 7     |
| 2    | Polonia        | 2   | 0     | 1      | 3     |
| 3    | Estados Unidos | 1   | 1     | 1      | 3     |
| 4    | Hungría        | 0   | 3     | 0      | 3     |
| 5    | Italia         | 0   | 1     | 0      | 1     |
| 5    | Reino Unido    | 0   | 1     | 0      | 1     |
| 7    | Finlandia      | 0   | 0     | 1      | 1     |
| 7    | Francia        | 0   | 0     | 1      | 1     |
| 7    | Japón          | 0   | 0     | 1      | 1     |
|      | TOTAL          | 7   | 8     | 6      | 21    |